# 신안면
신안면(新安面)은 대한민국 경상남도 산청군의 면이다. 신안면은 산청군의 관문이자 남부 6개면의 중심지이며, 적벽산(160m), 백마산(262m), 선유동계곡이 있다.

## 연혁
- 조선시대 단성군에 속함
- 1928년 4월 1일 북동면과 도산면을 통합 신안면으로 개칭

## 행정 구역
- 갈전리
- 신기리
- 안봉리
- 외송리
- 외고리
- 하정리
- 청현리
- 중촌리
- 장죽리
- 신안리
- 소이리
- 문대리

## 교육
| 학교명                | 소재지                               | 비고        |
| --------------------- | ------------------------------------ | ----------- |
| 신안초등학교          | 신안면 원지로4번길 18 (하정리)       |             |
| 신안초등학교 둔철분교 | 신안면 둔철산로472번길 37-6 (안봉리) | 1998년 폐교 |
| 월성초등학교          | 신안면 수월로 39 (신안리)            | 1997년 폐교 |
| 도산초등학교          | 신안면 신차로 3-3 (문대리)           |             |
| 단성중학교 신안분교   | 신안면 신차로 3-3 (문대리)           | 2008년 폐교 |